# داني ساتكليف
داني ساتكليف (بالإنجليزية: Danny Sutcliffe)‏ هو لاعب قذف أيرلندي، ولد في 24 فبراير 1992 في دبلن في جمهورية أيرلندا.